# BMW серија 1 (F20)
BMW F20 је друга генерација серије 1, немачког произвођача аутомобила BMW и чинили су га хечбек са троја врата (интерне ознаке F21) и хечбек са петора врата (ознаке F20). F20/F21 су се производили од 2011. до 2019. године и често се заједно називају F20. За другу генерацију серије 1, купе и кабриолет модели су укинути како би се формирала BMW серија 2.

## Историјат
Представљен је на салону аутомобила у Франкфурту 2011. године, у верзији са петора врата (F20), а годину дана касније на салону у Лајпцигу представљена је и верзија са троја врата (F21).
За разлику од већине конкурената у хечбек верзији, F20/F21 користи уздужно постављен мотор и погон на задње точкове (уместо погона на предње точкове) за већину модела. F20/F21 је прва серија 1 која нуди опциони погон на све точкове (звани „xDrive”"). Као и његов претходник Е87, F20/F21 користи алуминијумску „мулти-линк” суспензију.
F20 је велико унапређење у односу на претходну генерацију, већи је, удобнији, углађенији и опремљен модерном технологијом. Унутрашњост F20 је знатно побољшана у односу на претходну генерацију. F20 је у односу на претходни модел генерално већи; за 85 мм је дужи и 17 мм је шири, висина је иста, али је међуосовинско растојање за 30 мм дуже. Запремина пртљажног простора је 360 литара, чак 30 литара већа од претходне серије 1.
У Кини и Мексику, BMW серије 1 (F52) седан са четвора врата такође се продавао заједно са F20/F21. Међутим, F52 у великој мери није повезан са F20/F21, јер користи BMW UKL платформу, која има погон на предње точкове коју дели са Минијем, BMW-ом 2 актив турер и X1.
Од јула 2019. године, BMW серије 1 треће генерације (F40) започео је производњу као наследник F20.

### Измене
На салону аутомобила у Женеви 2015. године представљен је рестајлинг за F20/F21. Редизајн обухвата предње фарове, маску хладњака и браник и стоп светла. У унутрашњости има нешто другачију централну конзолу, нови волан и нове команде iDrive система. Палета мотора, 116d и 116i, промењени су из четвороцилиндричних у троцилиндричне моторе. Још две измене су се десиле, 2016. године измењени су неки мотори, а 2017. године добија нову инструмент таблу и централну конзолу, унапређени iDrive систем, нове пресвлаке за седишта, нови изглед алу-фелни, нове нијансе плаве и наранџасте боје.

## Мотори

### Бензински
|                    | 114i              | 116i              | 116i              | 118i              | 118i              | 118i              | 120i              | 120i               | 125i              | 125i              |
| ------------------ | ----------------- | ----------------- | ----------------- | ----------------- | ----------------- | ----------------- | ----------------- | ------------------ | ----------------- | ----------------- |
| Производња         | 07/2012–01/2015   | 01/2015–06/2019   | 09/2011–01/2015   | 01/2015–06/2015   | 07/2015–06/2019   | 06/2011–01/2015   | 01/2015–08/2016   | 08/2016–06/2019    | 03/2012–07/2016   | 07/2016–06/2019   |
| Врста мотора       | R4                | R3                | R4                | R4                | R3                | R4                | R4                | R4                 | R4                | R4                |
| Запремина          | 1598 cm³          | 1499 cm³          | 1598 cm³          | 1598 cm³          | 1499 cm³          | 1598 cm³          | 1598 cm³          | 1998 cm³           | 1997 cm³          | 1998 cm³          |
| Снага              | 75 kW (101 КС)    | 80 kW (110 КС)    | 100 kW (130 КС)   | 100 kW (130 КС)   | 100 kW (130 КС)   | 125 kW (168 КС)   | 130 kW (170 КС)   | 135 kW (181 КС)    | 160 kW (210 КС)   | 165 kW (221 КС)   |
| Обртни момент      | 180 Nm/ 1100–3900 | 180 Nm/ 1250–3900 | 220 Nm/ 1350–4300 | 220 Nm/ 1350–4300 | 220 Nm/ 1250–4000 | 250 Nm/ 1500–4500 | 250 Nm/ 1500–4500 | 290 Nm / 1350–4250 | 310 Nm/ 1350–4800 | 310 Nm/ 1400–5000 |
| Мењач              | 6° мануелни       | 6° мануелни       | 6° мануелни       | 6° мануелни       | 6° мануелни       | 6° мануелни       | 6° мануелни       | 6° мануелни        | 6° мануелни       | 8° аутоматик      |
| Мењач (опционо)    | —                 | —                 | 8° аутоматик      | 8° аутоматик      | 8° аутоматик      | 8° аутоматик      | 8° аутоматик      | 8° аутоматик       | 8° аутоматик      | —                 |
| Погон              | На задње точкове  | На задње точкове  | На задње точкове  | На задње точкове  | На задње точкове  | На задње точкове  | На задње точкове  | На задње точкове   | На задње точкове  | На задње точкове  |
| Погон (опционо)    | —                 | —                 | —                 | —                 | —                 | —                 | —                 | —                  | —                 | —                 |
| Убрзање 0−100 km/h | 11,2 сек.         | 10,9 сек.         | 8,5 сек.          | 8,5 сек.          | 8,5 сек.          | 7,4 сек.          | 7,4 сек.          | 7,1 сек.           | 6,4 сек.          | 6,1 сек.          |
| Брзина у km/h      | 195               | 195               | 210               | 210               | 210               | 225               | 225               | 230                | 245               | 243               |
| Потрошња l/100 km  | 5,5–5,7           | 5,0–5,4           | 5,4–5,6           | 5,4–5,7           | 5,0–5,4           | 5,7–5,9           | 5,7–6,0           | 5,7-6,1            | 6,6–6,7           | 5,7–5,9           |
| Норма              | Euro 6            | Euro 6            | Euro 5/6          | Euro 6            | Euro 6            | Euro 5            | Euro 6            | Euro 6             | Euro 5            | Euro 6            |

### Дизел
|                    | 114d              | 116d              | 116d EDE          | 116d              | 118d              | 118d              | 120d              | 120d              | 125d              | 125d              |
| ------------------ | ----------------- | ----------------- | ----------------- | ----------------- | ----------------- | ----------------- | ----------------- | ----------------- | ----------------- | ----------------- |
| Производња         | 07/2012           | 01/2015           | 03/2012–01/2015   | 06/2011–01/2015   | 06/2011–01/2015   | 01/2015           | 06/2011–01/2015   | 01/2015           | 03/2012–01/2015   | 01/2015           |
| Врста мотора       | R4                | R3                | R4                | R4                | R4                | R4                | R4                | R4                | R4                | R4                |
| Запремина          | 1598 cm³          | 1496 cm³          | 1598 cm³          | 1995 cm³          | 1995 cm³          | 1995 cm³          | 1995 cm³          | 1995 cm³          | 1995 cm³          | 1995 cm³          |
| Снага              | 70 kW (94 КС)     | 85 kW (114 КС)    | 85 kW (114 КС)    | 85 kW (114 КС)    | 105 kW (141 КС)   | 110 kW (150 КС)   | 135 kW (181 КС)   | 140 kW (190 КС)   | 160 kW (210 КС)   | 165 kW (221 КС)   |
| Обртни момент      | 235 Nm/ 1500–2750 | 270 Nm/ 1750–2250 | 260 Nm/ 1750–2500 | 260 Nm/ 1750–2500 | 320 Nm/ 1750–2500 | 320 Nm/ 1500–3000 | 380 Nm/ 1750–2750 | 400 Nm/ 1750–2500 | 450 Nm/ 1500–2500 | 450 Nm/ 1500–3000 |
| Мењач              | 6° мануелни       | 6° мануелни       | 6° мануелни       | 6° мануелни       | 6° мануелни       | 6° мануелни       | 6° мануелни       | 6° мануелни       | 6° мануелни       | 8° аутоматик      |
| Мењач (опционо)    | —                 | 8° аутоматик      | —                 | 8° аутоматик      | 8° аутоматик      | 8° аутоматик      | 8° аутоматик      | 8° аутоматик      | 8° аутоматик      | —                 |
| Погон              | На задње точкове  | На задње точкове  | На задње точкове  | На задње точкове  | На задње точкове  | На задње точкове  | На задње точкове  | На задње точкове  | На задње точкове  | На задње точкове  |
| Погон (опционо)    | —                 | —                 | —                 | —                 | 4×4               | 4×4               | 4×4               | 4×4               | —                 | —                 |
| Убрзање 0−100 km/h | 12,2 сек.         | 10,3 сек.         | 10,5 сек.         | 10,3 сек.         | 8,9 сек.          | 8,3 сек.          | 7,2 сек.          | 7,1 сек.          | 6,5 сек.          | 6,3 сек.          |
| Брзина у km/h      | 185               | 200               | 195               | 200               | 212               | 212               | 228               | 228               | 240               | 240               |
| Потрошња l/100 km  | 4,1–4,3           | 3,7–4,1           | 3,8               | 4,1–4,3           | 4,1–4,4           | 4,0–4,3           | 4,3–4,5           | 4,1–4,5           | 4,9               | 4,3–4,6           |
| Норма              | Euro 5            | Euro 6            | Euro 5            | Euro 5            | Euro 5            | Euro 6            | Euro 5            | Euro 6            | Euro 5            | Euro 6            |

## Галерија
- F20 хечбек 5 врата
- F21 хечбек 3 врата
- унутрашњост
- редизајн F20 хечбек 5 врата
- редизајн F20 хечбек 5 врата
- унутрашњост M-sport пакет, редизајн